# Slupy typu Flower

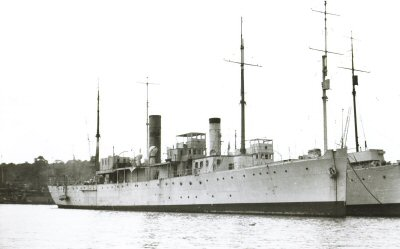
HMS "Bryony" typu Anchusa upodobniony do statku handlowego jako statek-pułapka.

Slupy typu Flower – typ angielskich slupów z okresu I wojny światowej zbudowanych w ramach tzw. Emergency War Programme, okręty typu Flower nazywane były popularnie cabbage class (kapuściane) lub herbaceous borders (ziołowe), wszystkie nazwy okrętów w tych klasach to nazwy kwiatów, na typ Flower (kwiat) składało się pięć podtypów,
- Slupy typu Arabis
- Slupy typu Azalea
- Slupy typu Acacia
- Slupy typu Anchusa
- Slupy typu Aubretia